# Dugommier (metropolitana di Parigi)
Dugommier è una stazione della metropolitana di Parigi sulla linea 6, sita nel XII arrondissement di Parigi.

## La stazione
La stazione venne aperta nel 1909 con il nome di Charenton (dal nome della via omonima). Assunse la denominazione attuale il 12 luglio 1939, probabilmente per evitare confusioni con il prolungamento, in corso a quel tempo, della linea 6 a Charenton-le-Pont.
Il nome deriva da Jacques François Dugommier (1738-1794), generale francese, deputato alla Convenzione nazionale, che comandò le truppe che repressero la rivolta di Tolone. Cadde a morte nella battaglia della Sierra Negra in Catalogna.

## Accessi
- Scala al 3, boulevard de Reuilly

## Interconnessioni
- Bus RATP - 87